# زبران
زبران قرية من القرى الرئيسيه والمهمه في  محافظة خيبر في منطقة المدينة المنورة في السعودية، تقع شمال المدينة المنورة